# Challenge Records (amerikanisches Label)

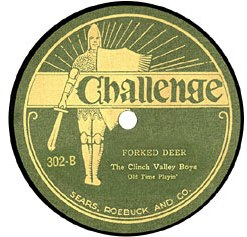
Clinch Valley Boys – Forked Deer

Challenge Records war ein US-amerikanisches Musiklabel der 1920er-Jahre. Challenge gehörte später zu der American Record Corporation (ARC) und wurde durch Sears, Roebuck and Company vermarktet.

## Geschichte

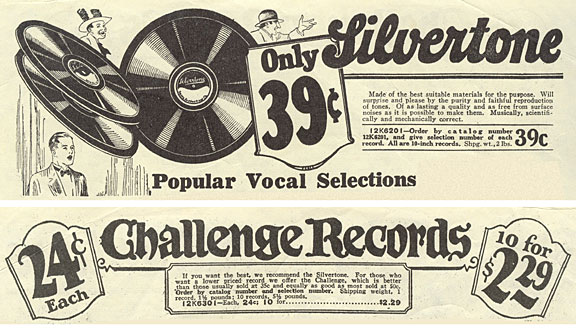
Werbung von Sears & Roebuck in ihrem Katalog für Challenge und Silvertone Records

Sears führte Challenge Records im Frühjahr 1927 in ihre Warenkataloge ein. Mit einem Preis von 24 US-Cent galt das Label als eines der günstigsten der damaligen Zeit. Jedoch waren alle Erscheinungen teilweise sogar ältere Masteraufnahmen der Gennett Records und Champion Records, die der Starr Piano Company angehörten. Dieses Unternehmen war auch für die Produktion der Schallplatten zuständig. Fast alle Künstler die Challenge pressen ließ, wurden unter Pseudonymen veröffentlicht. Dabei war die Qualität der Aufnahmen schlechter als der Durchschnitt der damaligen Zeit, was keine Besonderheit bei den „low-budget labels“ von Sears war.
1929 wurde die Scranton Button Company mit der Produktion beauftragt. Wieder wurden Aufnahmen anderer Plattenfirmen, diesmal jedoch Banner Records, Oriole Records und Regal Records, verwendet. Ab diesem Zeitpunkt war Challenge mit der American Record Corporation assoziiert, da die Scranton Button Company ebenfalls zu ARC gehörte. Wieder wurden viele Künstler unter Pseudonymen herausgebracht – Ausnahmen waren unter anderem Ernest Stoneman und Jones & Hare. Auch die Qualität der Platten war unverändert schlecht.
ARC führte Challenge Records bis 1931 weiter. Die letzten Platten erschienen im Frühjahr 1931.

### Labelgalerie

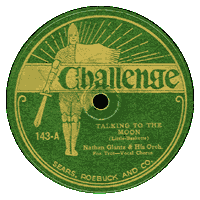
Nathan Glantz – Talking To The Moon, 1926
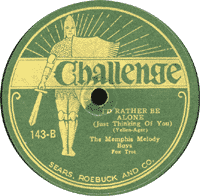
Memphis Melody Boys – I’d Rather Be Alone, 1926

## Künstler
- Vernon Dalhart
- Hollywood Dance Orchestra
- Frankie Wallace
- Arthur Fields
- Carson Robison
- Roy Smeck
- Frank Ferera
- Ernest Stoneman
- Frank Luther
- South Sea Islanders
- David Miller